# Adiantum annamense
Adiantum annamense är en kantbräkenväxtart som beskrevs av Ren-Chang Ching. Adiantum annamense ingår i släktet Adiantum och familjen Pteridaceae. Inga underarter finns listade.